# Папужка-пігмей вохристощокий
Папужка-пігмей вохристощокий (Micropsitta pusio) — вид папуг з родини Psittaculidae. Поширений у Новій Гвінеї та деяких сусідніх островах.

## Назва
Видова назва — латинське pūsiō, що означає «маленький хлопчик».

## Поширення
Цей птах поширений на північній низовині острова Нова Гвінея від заходу до південно-східного краю на висотах до 800 м, а також на архіпелазі Бісмарка. Живе у субтропічних або тропічних вологих рівнинних лісах невеликими групами до шести птахів.

## Підвиди
- Micropsitta pusio beccarii (Salvadori, 1876) — північ Нової Гвінеї та острови Манам-Моту, Каркар, Багабаг, Толоківа, Сакар і Умбой;
- Micropsitta pusio harterti Mayr, 1940 — о. Фергюссон (о-ви Д'Антркасто);
- Micropsitta pusio pusio (P.L. Sclater,1866) — схід Нової Гвінеї та архіпелаг Бісмарка (о. Нова Британія, Лолобау, Ватом і Герцог Йоркський);
- Micropsitta pusio stresemanni Hartert, 1926 — о. Місіма і Тагула (Луїзіада).

## Опис
Довжина тіла близько 8 см; маса тіла 10–15 г. Оперення зазвичай зелене, трохи більш жовтувате на нижній стороні тіла. Лоб, вушні раковини, скроні та горло коричнево-жовті, іноді з жовтуватою смугою над бровою; центральна частина тімені до потилиці блакитного кольору. Задня частина тіла і крила зелені, з чорними вкрапленнями на середній частині надкрилових покривів; жовте підхвістя. Хвіст в центрі блакитний, з боків чорний з маленькими жовтими плямами на кінцях. У самиць обличчя і джерельце блідіші. У молодих птахів джерельце зелене. У підвиду harterti нижня сторона тіла більш зелена, а горло нечітко-блакитне; підвид stressemanni схожий на harterti, але нижня сторона тіла жовтіша; підвид beccaria темніший, з тьмяно-коричневим обличчям.